# هرالتیتسه
هرالتیتسه (به چکی: Heraltice) یک منطقهٔ مسکونی در جمهوری چک است که در منطقه تربیچ واقع شده‌است. هرالتیتسه ۷٫۰۱ کیلومتر مربع مساحت و ۳۶۳ نفر جمعیت دارد و ۵۵۹ متر بالاتر از سطح دریا واقع شده‌است.